# Gennaro Capuozzo
Gennaro Capuozzo, conocido también con el diminutivo Gennarino (Nápoles, 2 de junio de 1932, Nápoles, 29 de septiembre de 1943) fue un niño héroe de guerra que murió a los 11 años durante la Segunda Guerra Mundial en los combates durante el alzamiento popular conocido como los Cuatro Días de Nápoles, que consiguió la liberación de la ciudad italiana de la ocupación de la Alemania nazi y el fascismo italiano.

## Biografía
Gennaro Capuozzo nació en una familia modesta de Nápoles. Durante la ocupación alemana trabajaba como aprendiz en una tienda de maletas y artículos de viaje. Con el armisticio de Cassibile del 3 de septiembre de 1943 y la proclamación de Badoglio del 8 de septiembre de 1943, el ejército italiano se rindió a los Aliados. En Nápoles, el ejército alemán de la Wehrmacht asumió el control de la ciudad, desarmando a los soldados italianos y realizando una serie de arrestos y ejecuciones, lo que provocó el descontento popular. El 27 de septiembre la población napolitana se alzó durante cuatro días hasta conseguir la retirada de los alemanes y los colaboracionistas italianos.
Gennaro Capuozzo fue uno de los niños que se unieron a los partisanos y participaron en la resistencia popular contra los alemanes. Murió debido a la explosión de una granada enemiga, durante los combates que tuvieron lugar en la via Santa Teresa degli Scalzi, mientras lanzaba una bomba de mano contra un tanque alemán desde la terraza del instituto de las Maestras Pías Filipenses.
Durante la posguerra y a título póstumo, Gennaro Capuozzo recibió del gobierno italiano la medalla de oro al valor militar, que fue recogida por su madre Concetta Capuozzo. En años posteriores también recibiría homenaje en varias películas como Le quattro giornate di Napoli (1962), y con su nombre se han bautizado varias calles, colegios e institutos en ciudades italianas como Nápoles, Carovigno, Rímini, Roma y Venecia, entre otras.